# Fannia scalaris
Fannia scalaris är en tvåvingeart som först beskrevs av Fabricius 1794.  Fannia scalaris ingår i släktet Fannia och familjen takdansflugor. Arten är reproducerande i Sverige. Inga underarter finns listade i Catalogue of Life.